# Prisencolinensinainciusol/Disc Jockey
Prisencolinensinainciusol/Disc Jockey è un singolo di Adriano Celentano, pubblicato in Italia nel 1972.

## Il disco
Si tratta del 45 giri contenente l'omonimo brano.
Nel 1992 è stata stampata una versione in LP e CD con due remix: Molella Remix e Mario Fargetta Remix.

## Tracce
- 7" singolo – BF 70026[1]

1. "Prisencolinensinainciusol" (testo e musica: Adriano Celentano) - 3:54
2. "Disc Jockey" (testo e musica: Luciano Beretta, Adriano Celentano, Miki Del Prete) - 4:54

### Edizione del 1992
Lato A
1. Prisencolinensinainciusol (Fargetta remix) 4:41
2. Prisencolinensinainciusol 3:50

Lato B
1. Prisencolinensinainciusol (Molella remix) 4:08
2. Prisencolinensinainciusol feat. Mina